# Isla Hermit (Antártida)
La isla Hermit es un isla de la Antártida de casi 1 milla de largo, que se halla a 64°48′S 64°02′O / -64.800, -64.033 a 1,5 millas al sudeste de punta Bonaparte, en la costa sudoeste de la isla Anvers en el archipiélago Palmer. 
Fue nombrada por el Comité de Nombres Antárticos del Reino Unido (UK-APC) en 1958 porque un miembro de la FIDS británica paso algún tiempo en la base de Puerto Arthur en enero de 1957, haciendo observaciones.

## Reclamaciones territoriales
Argentina incluye a la isla en el departamento Antártida Argentina dentro de la provincia de Tierra del Fuego, Antártida e Islas del Atlántico Sur; para Chile forma parte de la comuna Antártica de la provincia Antártica Chilena dentro de la Región de Magallanes y de la Antártica Chilena; y para el Reino Unido integra el Territorio Antártico Británico. Las tres reclamaciones están sujetas a los términos del Tratado Antártico.
Nomenclatura de los países reclamantes: 
- Argentina: ?
- Chile: ?
- Reino Unido: Hermit Island